# Anna Dello Russo
Anna Dello Russo (Bari, 19 de abril de 1962) es un ícono de estilo y periodista de moda italiana que trabaja para la edición japonesa de Vogue después de haber trabajado para la edición italiana. 

## Biografía
Nació en 1962 en Bari al sur de Italia. Comenzó a interesarse en la moda a muy temprana edad. A los doce años, cuando su padre le preguntó qué quería de regalo, le contestó que quería una bolsa de Gucci.
Después de estudiar historia del arte y la literatura, Anna Dello Russo comenzó en la prensa de moda trabajando un breve periodo en la revista Donna, luego trabajó durante 18 años en la revista italiana Vogue como editora de moda puesto al que renunciaría por ser incompatible con su trabajo como consultora de moda; más tarde se convertiría en editora en jefe de L'Uomo Vogue del 2000 al 2006. Actualmente, trabaja como freelancer colaborando con Vogue Nippon, la edición japonesa, donde ocupa el cargo de Fashion Director at large (directora general de moda), junto con la editora en jefe Mitsuko Watanabe. 
A finales de 2010, comercializó un perfume llamado Beyond, the scent of Anna Dello Russo («Más allá, el aroma de Anna Dello Russo»), con una botella dorada en forma de tacón. Y en 2012, hizo una mini colección de accesorios para H&M.
También es una ávida coleccionista de ropa, que conserva de manera precisa y clasifica minuciosamente en su segundo departamento en Milán. Dice tener alrededor de 4000 pares de zapatos. Incluso ha considerado crear una fundación o un museo algún día, donde estarían expuestas sus innumerables piezas de colección. Anna compra toda su ropa, lo cual es muy raro entre editoras de moda. Para muchos, Anna Dello Russo ha sido parte, desde hace mucho tiempo, del trío de las "papisas de la moda" junto con Anna Wintour y Carine Roitfeld. Su estilo extravagante es considerado "muy italiano", colorido pero reluciente.

## Estilo
De acuerdo con el fotógrafo Helmut Newton ella es una "fashion maniac", para otros, Dello Russo es la encarnación del estilo italiano tal como lo fue en su momento Anna Piaggi con sus atuendos estrafalarios. «Anna Dello Russo, el ovni de la moda se toma para Lady Gaga» La Parisiense, 4 de octubre de 2010</ref>
Es habitual verla en las semanas de la moda más importantes del mundo y, por lo tanto, está muy presente en distintos medios de la industria, incluido el blog de Scott Schuman: The Sartorialist, el cual la dio a conocer desde 2006, también en el blog Jak y Jil, así como en muchas ediciones internacionales de la revista Vogue.
Su guardarropa está conformado principalmente grandes marcas de origen italiano como Dolce & Gabbana, Roberto Cavalli, Ferragamo, Gucci, Miu Miu, Prada, Pucci, Nina Ricci, Versace, entre otros, pero también incluye a modistos italianos más recientes como Alessandro Dell'Acqua, Fausto Puglisi, Aquilano Rimondi, y el zapatero Giuseppe Zanotti.
Ha afirmado que utiliza un atuendo por aparición pública, cambiándose entre desfile y desfile, incluso si hay varios por día.
También complementa sus atuendos con cinturones, joyas y sombreros totalmente excéntricos.